# Amaryllis (plante)
Pour les articles homonymes, voir Amaryllis (homonymie).
Taxons concernés
- Genre Amaryllis
- Genre Hippeastrummodifier

Amaryllis est un nom vernaculaire féminin donné à différentes plantes bulbeuses à fleurs de la famille des Amaryllidaceae, anciennement des Liliaceae dans la classification classique. Ce nom commun se rapporte à deux genres de fleurs : les Hippeastrum, souvent cultivées en pot comme plante d'intérieur, ou les Amaryllis vraies, au sens botanique.

## Noms français et noms scientifiques correspondants
- Amaryllis - plantes du genre Hippeastrum, originaires d'Amérique du Sud ou centrale, dont les hybrides sont appréciés pour leur floraison en fin d'hiver, comme plantes d'appartement ou de serre chaude.

Cultivars d'Hippeastrum :
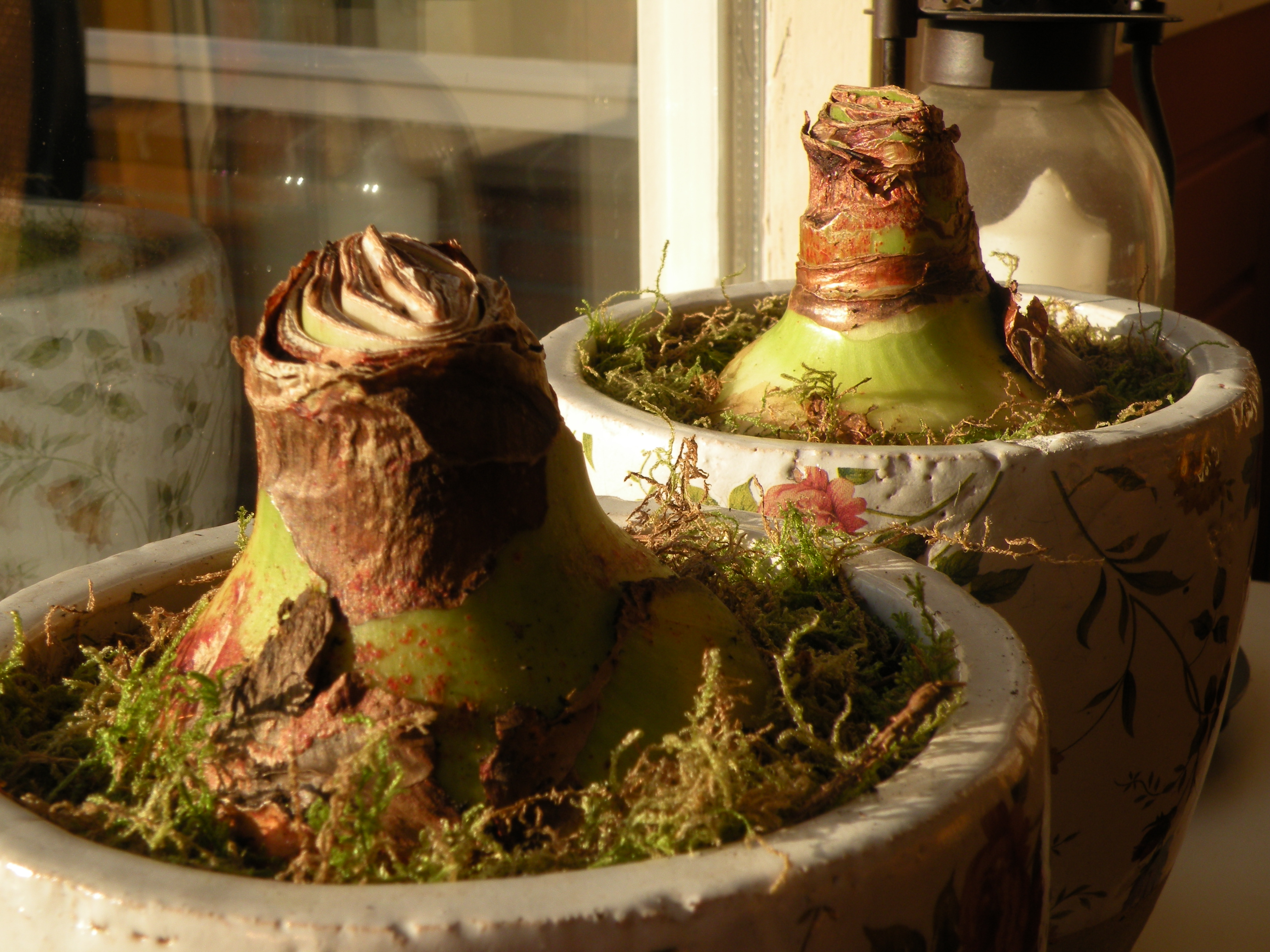
Bulbes en pot
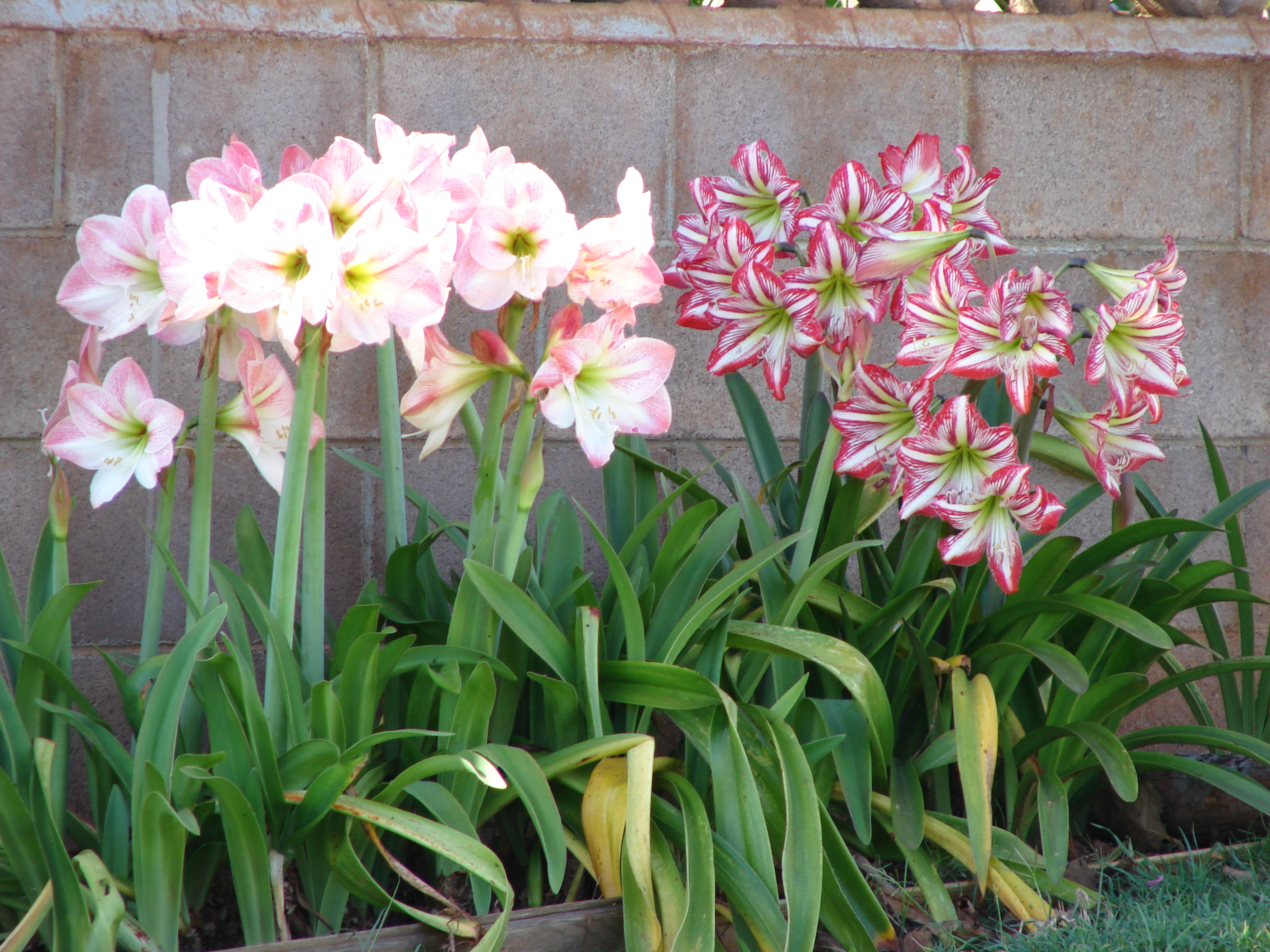
Floraison et feuillage simultanés
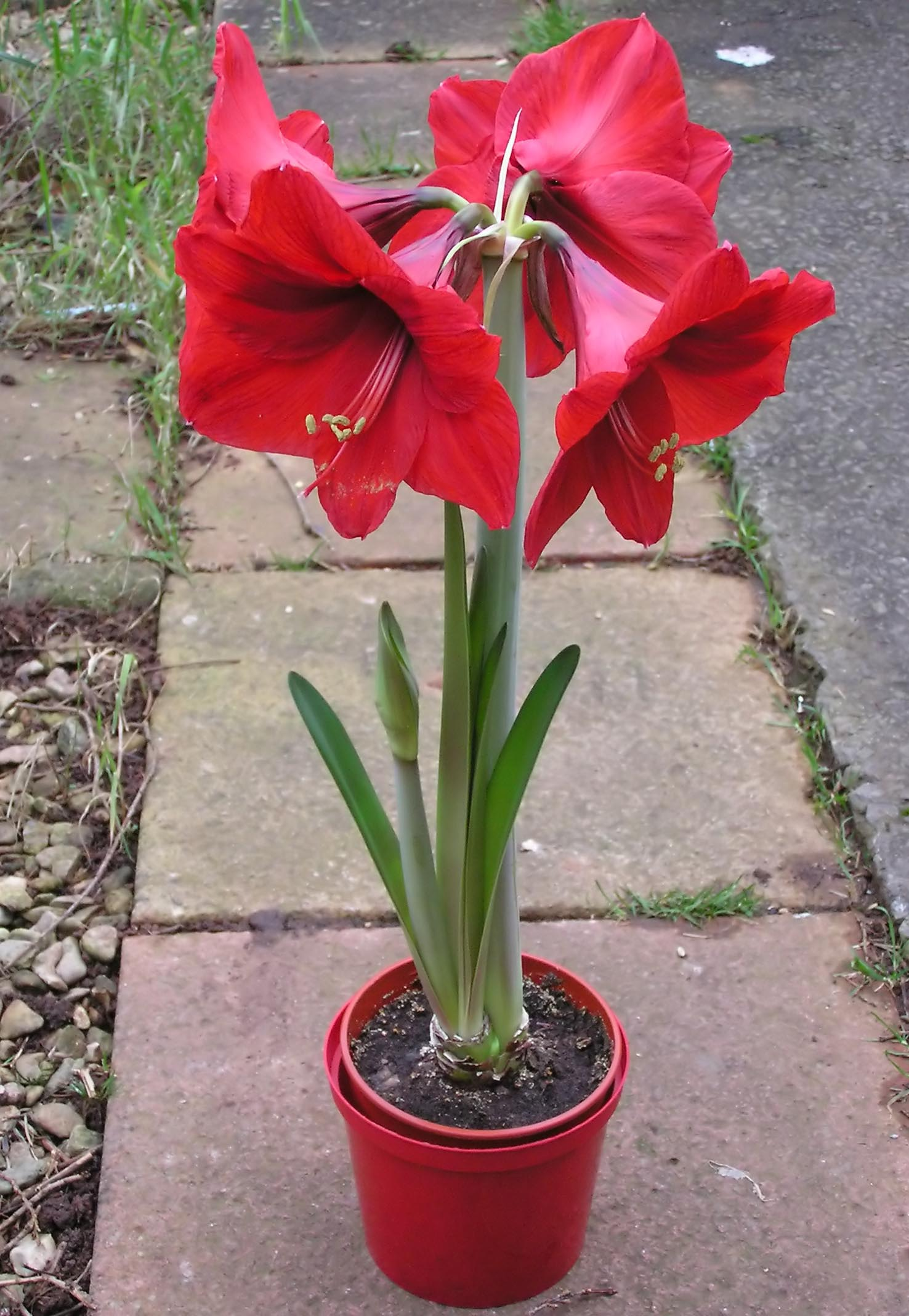
Potée fleurie
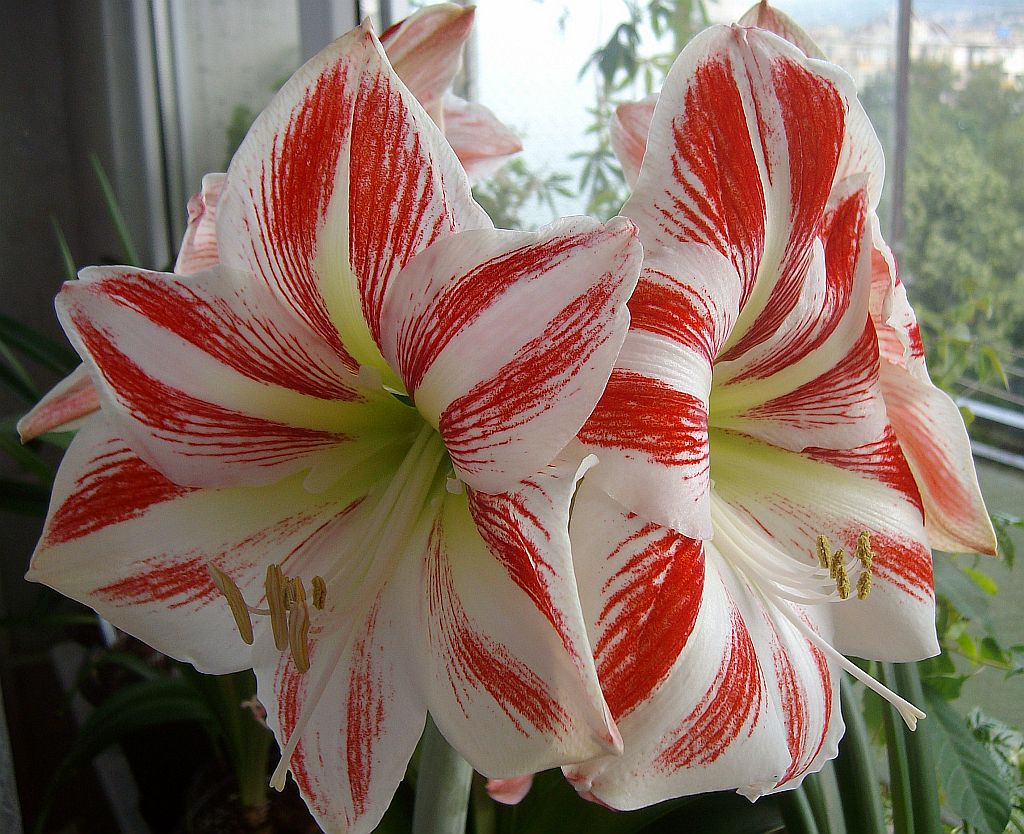
Détail des fleurs
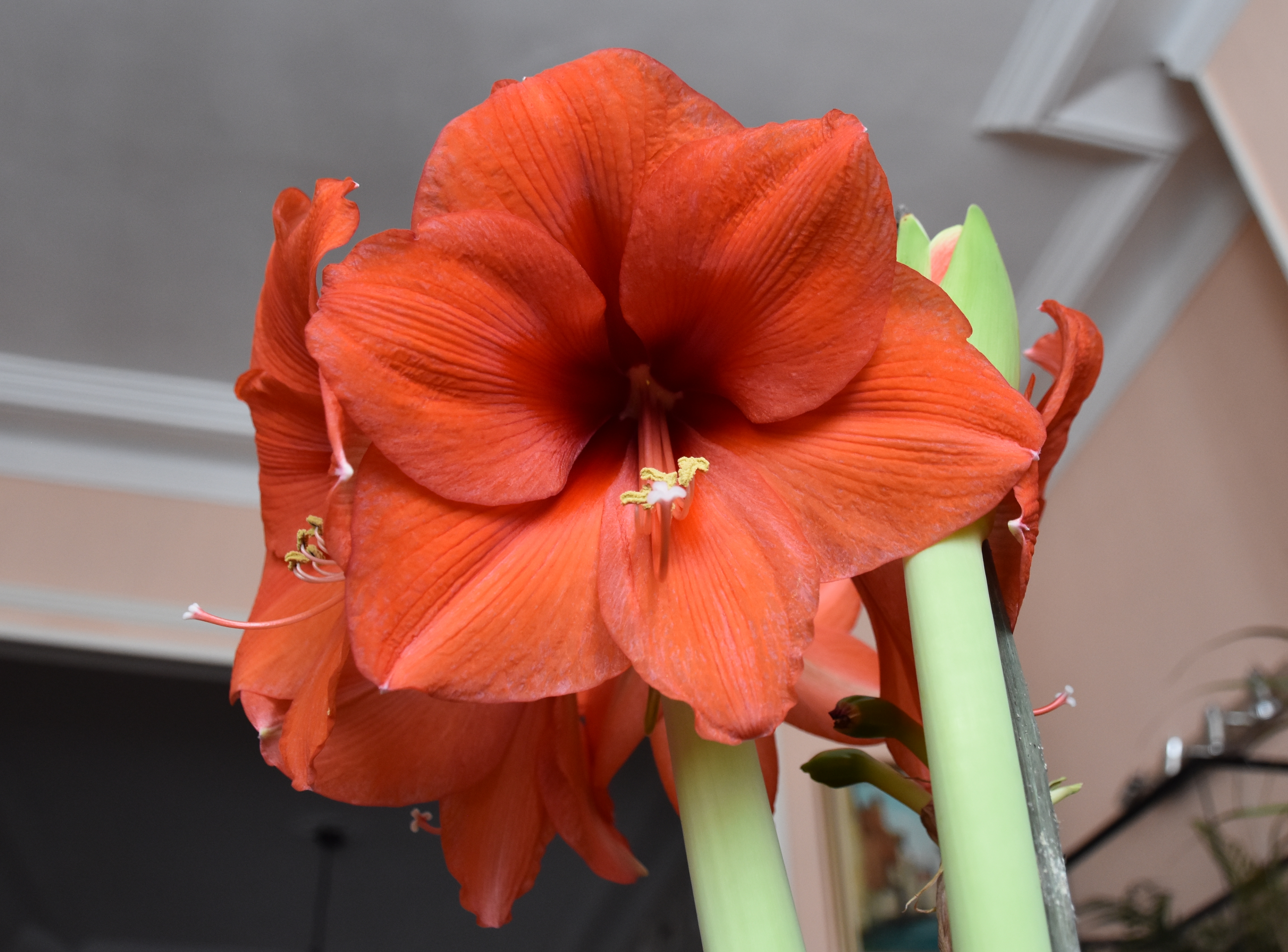
Fleur en gros plan.

- Amaryllis - plantes du genre Amaryllis, originaires d'Afrique, notamment l'amaryllis des jardins Amaryllis belladonna qui provient d'Afrique du Sud et résiste au froid en extérieur.

Amaryllis belladonne :
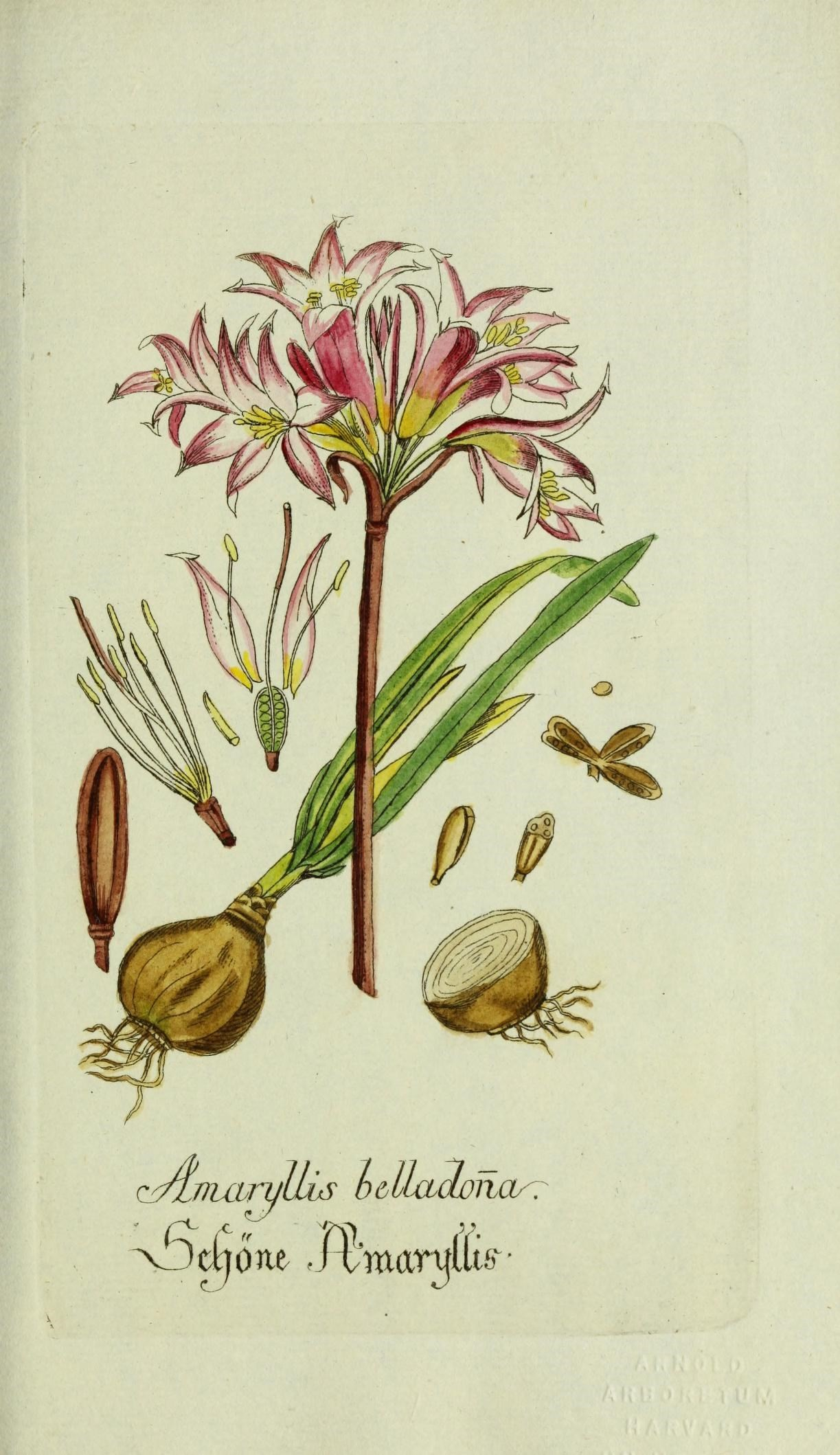
Planche botanique
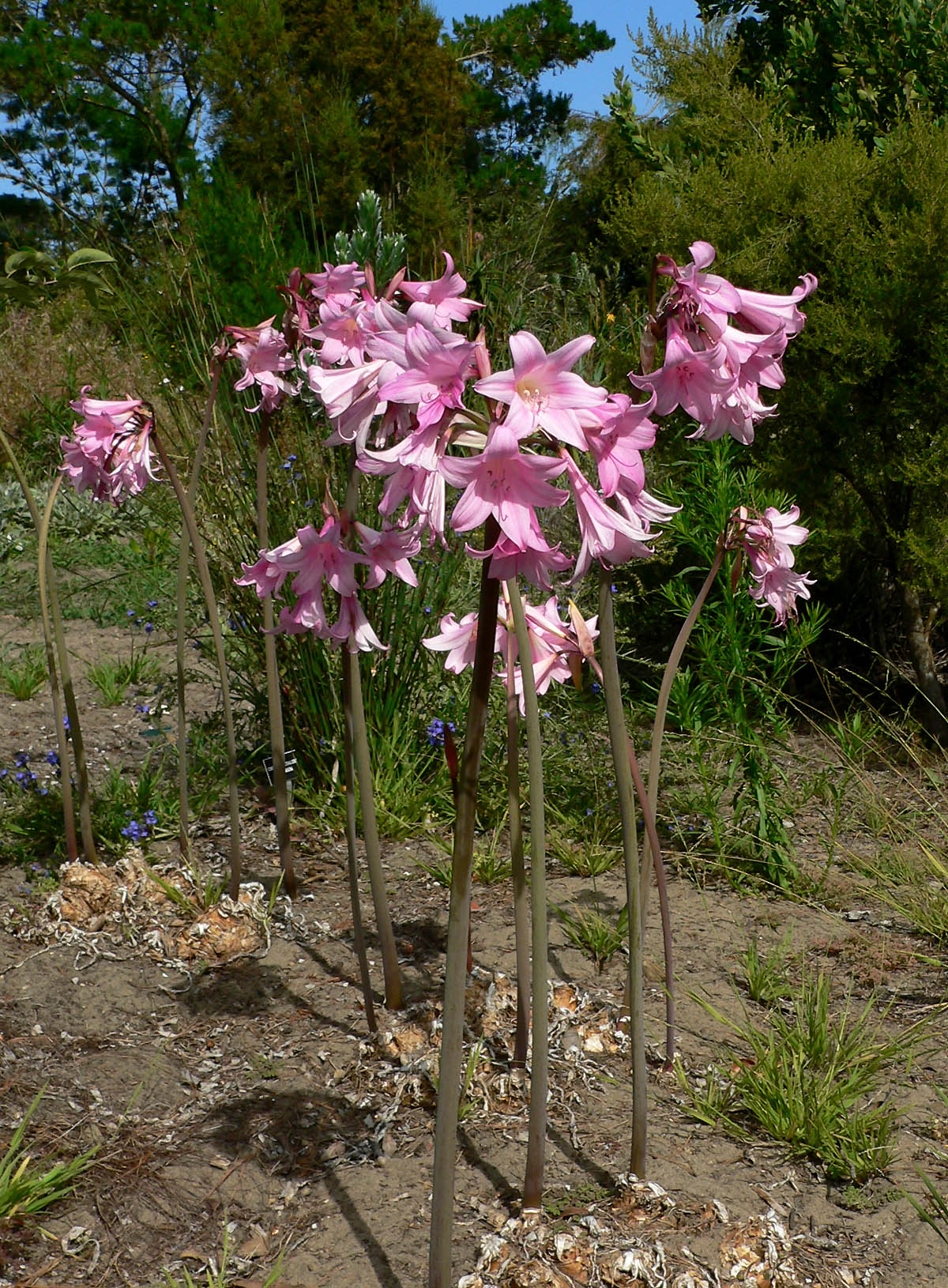
Floraison dans un jardin
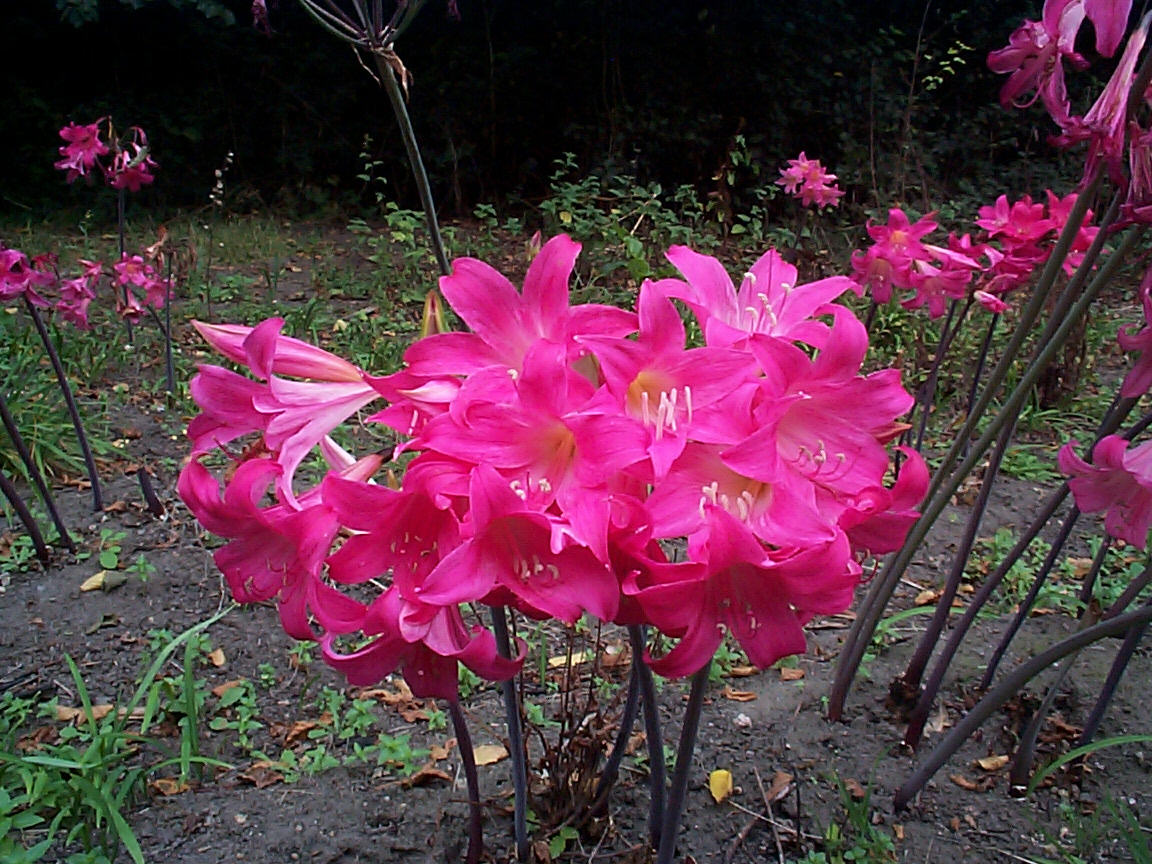
Variété plus colorée
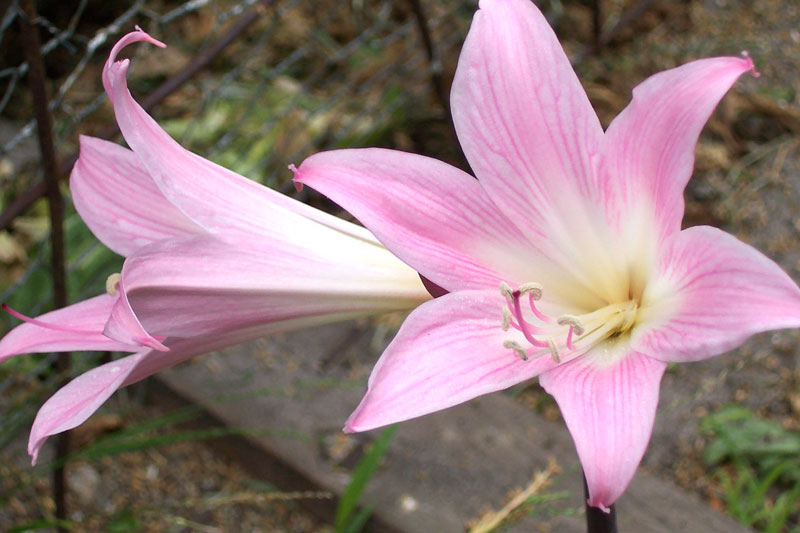
Détail des fleurs

## Aspect culturels

### Calendrier
Le nom de l'amaryllis fut attribué au 24e jour du mois de vendémiaire du calendrier républicain ou révolutionnaire français, généralement chaque 15 octobre du grégorien.

### Littérature
Amaryllis du grec Ἀμαρυλλίς signifiant « brillante » est le nom d'un personnage des Bucoliques de Virgile.